# Farwell (Nebraska)
Farwell é uma vila localizada no estado americano de Nebraska, no Condado de Howard.

## Demografia
Segundo o censo americano de 2000, a sua população era de 148 habitantes.
Em 2006, foi estimada uma população de 144, um decréscimo de 4 (-2.7%).

## Geografia
De acordo com o United States Census Bureau, a localidade tem uma área de 0,5 km², sem área coberta por água. Farwell localiza-se a aproximadamente 609m acima do nível do mar.

## Localidades na vizinhança
O diagrama seguinte representa as localidades num raio de 16 km ao redor de Farwell.